# Euploea picina
Euploea picina är en fjärilsart som beskrevs av Butler 1866. Euploea picina ingår i släktet Euploea och familjen praktfjärilar. Inga underarter finns listade i Catalogue of Life.